# Modena Classic Open
Het Modena Classic Open was een golftoernooi van de Europese Challenge Tour van 1996-1998. Het toernooi werd gespeeld op de Modena Golf Club in Modena, Italië. 
De eerste editie was in oktober 1996, daarna werd het toernooi in de maand mei gespeeld.

## Winnaars
- 1996:  Lee James (282)
- 1997:  Jesus Maria Arruti
- 1998:  Marc Pendariès (270)